# Porfirita
La porfirita és una andesita, una roca ígnia, que conté epidota i clorita. És una roca hipoabissal que conté fenocristalls de feldespat.